# Teatr Muzyczny Tintilo
Teatr Muzyczny Tintilo im. Teresy Kurpias-Grabowskiej (dawniej: Teatr Tańca i Muzyki Tintilo, Teatr Muzyczny Tintilo co w języku esperanto oznacza "brzęczydełko") powstał w październiku 1988 roku przy Dzielnicowym Domu Kultury Warszawa Mokotów (obecnie: Centrum Kultury „Łowicka”). Od 1990 roku działa niezależnie pod auspicjami Fundacji Twórczego Rozwoju Dziecka Tintilo. Występuje gościnnie w warszawskich teatrach. Od 1998 r. jest związany z Teatrem Rampa na Targówku.

## Historia Teatru
W początkowej fazie zespół miał skupiać dzieci pracowników dyplomacji i dążyć do integracji z dziećmi polskimi poprzez działania artystyczne i naukę języka esperanto (stąd pierwotna nazwa Międzynarodowy Dziecięcy Teatr Tańca i Muzyki Tintilo). Efektem było przygotowanie międzynarodowych piosenek z siedmiu krajów oraz Disco–Widowisko Clown – Down, również w wersji esperanto. Od 1994 roku średnia wieku dzieci wzrosła do 16 lat, co przyczyniło się do tworzenia repertuaru również dla młodzieży oraz zmiany nazwy na Młodzieżowo-Dziecięcy Teatr Tańca i Muzyki Tintilo, by ostatecznie przyjąć nazwę Teatr Muzyczny Tintilo.

## Działalność Teatru
W ciągu 30 lat Teatr wystawił 24 widowiskowe musicale dla dzieci i młodzieży. W sezonie artystycznym 2019/2020 odbyła się 24. premiera - spektakl pt. „Wigilijna Opowieść" (kolejna edycja) na motywach powieści Charlesa Dickensa. Musicale powstają na kanwie tradycyjnych baśni oraz uznanych utworów dla dzieci. 
Występował na wielu warszawskich scenach (m.in. w Teatrze Polskim, Teatrze Muzycznym ROMA, Teatrze Wielkim i w Sali Kongresowej). W spektaklach Tintilo występują wspólnie utalentowani adepci sztuki aktorskiej oraz profesjonalni aktorzy i tancerze. Dzięki temu musicale mają zarówno atuty sztuki tworzonej w formule „dzieci-dzieciom”, jak i wszystkie zalety profesjonalnych produkcji teatralnych.
Teatr organizuje koncerty charytatywne.

## Edukacja artystyczna
Ważnym elementem pracy Teatru jest działalność w zakresie edukacji artystycznej. Fundacja Twórczego Rozwoju Dziecka TINTILO prowadzi Szkołę Musicalową TINTILO, w której dzieci i młodzież przygotowują się do profesjonalnej pracy artystycznej na scenie.
Ze Szkołą Musicalową TINTILO współpracują obecnie (sezon 2019/2020):  Marta Rytter-Kaczor, Małgorzata Majerska - instruktorzy teatralni, Anna Bajak, Kamil Jaros, Zuzanna Makowska - instruktorzy wokalni, Anna Pacocha, Natalia Świder i Marcin Furga - instruktorzy tańca

## Twórcy
Założycielem i kierownikiem artystycznym Teatru do czerwca 2020 r. była Teresa Kurpias-Grabowska (1953-2020), reżyser, scenarzysta oraz autor tekstów piosenek spektakli realizowanych przez Tintilo. Na stałe z Teatrem współpracują: Anna Bajak - muzyk, kompozytor, nauczyciel emisji głosu, założycielka i dyrygent Sienna Gospel Choir, Ilona Zajączkowska - scenograf i autor kostiumów, Marcin Kuczewski - kompozytor, aranżer oraz producent muzyki teatralnej i filmowej, Anna Pacocha, Marcin Furga, Santiago Bello - choreografia i ruch sceniczny, Natalia Świder - choreografia. Z Teatrem Tintilo współpracowali również m.in.: Ireneusz Dreger - kompozytor i aranżer oraz Piotr Golla - kompozytor; Beata Wojciechowska, Ewelina Sawicka, Jarosław Staniek, Jacek Wazelin - choreografia i ruch sceniczny oraz Karolina Migdał - choreografia.

## Wybrane tytuły
W swojej dotychczasowej działalności Teatr wystawił 20 dużych widowisk muzycznych:
- 1989: Clown – Down – bunt zabawek źle traktowanych przez dzieci;
- 1990: Wiązanka Międzynarodowa – zabawna ilustracja piosenek z siedmiu krajów;
- 1991: Kolorowa Łza – ekorewia o ochronie środowiska;
- 1993: Przyszła fala, świat oszalał – spektakl poruszający tematykę tolerancji i innych problemów współczesnego świata;
- 1996: Daj mi znak – przedstawienie o przygodach zakochanego detektywa;
- 1997: Zwierzanie – muzyczna opowieść science fiction o mieszkańcach innej planety;
- 1998: Podróż – o poszukiwaniu tajemnicy szczęścia;
- 1999: Ania z Zielonego Wzgórza – na podstawie powieści kanadyjskiej pisarki, Lucy Maud Montgomery;
- 2001: Ten obcy – na podstawie powieści dla młodzieży polskiej pisarki, Ireny Jurgielewiczowej;
- 2002: O dobry dzień – protest przeciw wspólnemu złu, którym jest przemoc;
- 2003: Dziewczyna i chłopak czyli heca na 14 fajerek – komedia na podstawie powieści Hanny Ożogowskiej.
- 2004: Poskromienie złośnicy – Williama Szekspira, wyborny żart na temat stosunków męsko damskich.
- 2005: Książę – poetycka opowieść o poszukiwaniu przyjaźni na podstawie powieści Mały Książę Antoine de Saint-Exupéry.
- 2006: Przygody Sary – musical na motywach powieści Frances Hodgson Burnett Mała księżniczka. Premiera 20 września 2006 w Teatrze Rampa.
- 2008: Obcy - na podstawie książki Ireny Jurgielewiczowej Ten obcy
- 2009: Świat Bastiana - na podstawie książki Mchaela Ende Niekończąca się opowieść, premiera we wrześniu 2009 roku w Teatrze Rampa.
- 2010: Był dzień wigilii... - na podstawie Opowieści wigilijnej Charlesa Dickensa, premiera w grudniu 2010 roku - spektakl grany corocznie w Teatrze Rampa.
- 2011: Zaczarowani - na podstawie baśni Dzikie łabędzie Hansa Christiana Andersena, premiera 7 września 2011 roku w Teatrze Rampa
- 2013: W cieniu - na podstawie sztuki Cień Eugeniusza Szwarca, premiera w 13 lutego 2013 roku w Teatrze Rampa.
- 2014: Księżniczka Sara - na motywach powieści Frances Hodgson Burnett Mała księżniczka, premiera Teatr Rampa, 4 stycznia 2014 roku.
- 2015: Książę czy żebrak - na motywach powieści Marka Twaina, premiera Teatr Rampa, 8 stycznia 2015
- 2018: Oto Oliver Twist - na motywach powieści Charlesa Dickensa, premiera Teatr Rampa, 8 września 2018
- 2019: Opowieść Wigilijna (nowa edycja) - na motywach powieści Charlesa Dickensa, premiera Teatr Rampa, listopad 2019